# Wahlkreis Renfrewshire South
| Renfrewshire South                 |
| ---------------------------------- |
| Renfrewshire South · West Scotland |
| Gebildet                           |
| 2011                               |
| Abgeordneter                       |
| Tom Arthur (SNP)                   |
| Regionen                           |
| East Renfrewshire Renfrewshire     |

Renfrewshire South ist ein Wahlkreis für das Schottische Parlament. Er wurde im Zuge der Neuordnung der Wahlkreise im Jahre 2011 als einer von zehn Wahlkreisen der Wahlregion West Scotland eingeführt, die aus der Wahlregion West of Scotland hervorgegangen ist. Der Wahlkreis Renfrewshire South umfasst Teile von East Renfrewshire und Renfrewshire inklusive der Stadtgebiete von Johnstone und Barrhead. Der Wahlkreis entsendet einen Abgeordneten.
Der Wahlkreis erstreckt sich über eine Fläche von 167,8 km2. Im Jahre 2020 lebten 69.570 Personen innerhalb seiner Grenzen.

## Wahlergebnisse

### Parlamentswahl 2011
| Ergebnisse der Parlamentswahl 2011 | Ergebnisse der Parlamentswahl 2011 | Ergebnisse der Parlamentswahl 2011 | Ergebnisse der Parlamentswahl 2011 |
| Partei                             | Kandidat                           | Stimmen                            | %                                  |
| ---------------------------------- | ---------------------------------- | ---------------------------------- | ---------------------------------- |
| Labour                             | Hugh Henry                         | 12.933                             | 48,1                               |
| SNP                                | Andy Doig                          | 10.356                             | 38,5                               |
| Conservative                       | Alistair Campbell                  | 2917                               | 10,8                               |
| Liberal Democrats                  | Gordon Anderson                    | 702                                | 2,6                                |
| Wahlbeteiligung: 26.908 (53,58 %)  |                                    |                                    |                                    |

### Parlamentswahl 2016
| Ergebnisse der Parlamentswahl 2016 | Ergebnisse der Parlamentswahl 2016 | Ergebnisse der Parlamentswahl 2016 | Ergebnisse der Parlamentswahl 2016 | Ergebnisse der Parlamentswahl 2016 |
| Partei                             | Kandidat                           | Stimmen                            | %                                  | ±                                  |
| ---------------------------------- | ---------------------------------- | ---------------------------------- | ---------------------------------- | ---------------------------------- |
| SNP                                | Tom Arthur                         | 14.272                             | 48,1                               | +9,6                               |
| Labour                             | Paul O’Kane                        | 9.864                              | 33,2                               | −14,8                              |
| Conservative                       | Ann Le Blond                       | 4.752                              | 16,0                               | +5,2                               |
| Liberal Democrats                  | Tristan Gray                       | 793                                | 2,7                                | +0,1                               |
| Wahlbeteiligung: 29.681 (60,1 %)   |                                    |                                    |                                    |                                    |

### Parlamentswahl 2021
| Ergebnisse der Parlamentswahl 2021 | Ergebnisse der Parlamentswahl 2021 | Ergebnisse der Parlamentswahl 2021 | Ergebnisse der Parlamentswahl 2021 | Ergebnisse der Parlamentswahl 2021 |
| Partei                             | Kandidat                           | Stimmen                            | %                                  | ±                                  |
| ---------------------------------- | ---------------------------------- | ---------------------------------- | ---------------------------------- | ---------------------------------- |
| SNP                                | Tom Arthur                         | 17.532                             | 50,5                               | +2,4                               |
| Labour                             | Paul O’Kane                        | 10.426                             | 30,0                               | −3,2                               |
| Conservative                       | Derek Stillie                      | 5.149                              | 14,8                               | −1,2                               |
| Liberal Democrats                  | Christine Cosh                     | 826                                | 2,4                                | −0,3                               |
| Scotia Future                      | Andy Doig                          | 765                                | 2,2                                | +2,2                               |
| Wahlbeteiligung: 66 %              |                                    |                                    |                                    |                                    |